# Gran Turismo 4
Gran Turismo 4 is een racespel voor PlayStation 2. Het realistische gehalte wordt hoog gewaardeerd. Het kwam op 28 december 2004 uit in Japan, op 22 februari 2005 in de Verenigde Staten, en op 9 maart in Europa. 
De ontwikkelaar is Polyphony Digital. Er kan op 50 verschillende circuits geracet worden, wat veel meer was dan de voorganger Gran Turismo 3 waar maar 25 circuits beschikbaar waren. Gran Turismo 4 bevat 700 verschillende automodellen, waarvan de rij-eigenschappen kunnen worden aangepast.

## Circuits
De circuits zijn verdeeld in 4 categorieën. De World Circuits zijn racecircuits waarop in dezelfde richting als in het echt geracet wordt, op de andere kan de speler kiezen uit twee richtingen. Ook de City Courses (stad) en Dirt & Snow (onverhard) zijn gebaseerd op echte wegen, voor de Original Circuits geldt dat niet.

### World Circuits
- Nürburgring Nordschleife
- Suzuka Circuit
- Suzuka Circuit East Course
- Suzuka Circuit West Course
- Circuit de la Sarthe I
- Circuit de la Sarthe II
- Tsukuba Circuit
- Tsukuba Circuit WET
- Fuji Speedway '80
- Fuji Speedway '90
- Fuji Speedway 2005
- Fuji Speedway 2005 GT
- Infineon Raceway Sports Car Course
- Infineon Raceway Stock Car Course
- Laguna Seca
- Twin Ring Montegi Road Course
- Twin Ring Montegi East Short Course
- Twin Ring Montegi West Short Course
- Twin Ring Montegi Super Speedway

### Original Circuits
- High-speed Ring
- Midfield Raceway
- Grand Valley Speedway
- Grand Valley East Section
- Deep Forest Raceway
- Trial Mountain Circuit
- El Capitan
- Autumn Ring
- Autumn Ring Mini
- Apricot Hill Raceway

### City Courses
- Seoel Central
- Tokio Route 246
- Hongkong
- Clubman Stage Route 5
- Special Stage Route 5
- Monaco
- New York
- Seattle Circuit
- Opera Paris
- George Paris
- Citta di Aria
- Costa de Amalfi

### Dirt & Snow
- Swiss Alps
- Cathedral Rocks Trial I
- Cathedral Rocks Trial II
- Tahiti Maze
- Grand Canyon
- Ice Arena
- Chamonix

## Automerken en aantal auto's
- AC cars (tuningmerk): 1
- Acura: 7
- Alfa Romeo: 11
- Alpine (tuningmerk): 2
- Amuse (tuningmerk): 4
- ASL (racemerk): 2
- Aston Martin: 4
- Audi: 18
- Autobianchi (onderdeel van Fiat): 1
- Bentley: 1
- Blitz (tuningmerk): 1
- BMW: 14
- Buick: 2
- Cadillac: 1
- Callaway: 1
- Caterham: 1
- Chaparral (racemerk): 2
- Chevrolet: 17
- Chrysler: 4
- Citroën: 6
- Cizeta: 1
- Daihatsu: 12

- DMC: 1
- Dodge: 8
- Dome: 1
- Eagle: 1
- FIAT: 7
- Ford (USA): 18
- Ford (AUS): 1
- FPV: 2
- Gillet (racemerk): 1
- Ginetta: 1
- HKS (tuningmerk): 1
- Holden: 2
- Hommell: 1
- Honda: 78
- HPA Motorsports (tuningmerk): 1
- Hyundai: 4
- Infiniti: 2
- Isuzu: 3
- Jaguar: 7
- Jay Leno (conceptmerk): 1
- Jensen Healey: 1
- Lancia: 5

- Land Rover: 1
- Lexus: 8
- Lister (racemerk): 1
- Lotus: 14
- Marcos: 1
- Mazda: 51
- Mercedes-Benz: 20
- Mercury: 1
- MG: 2
- Mine (tuningmerk): 2
- Mini: 3
- Mitsubishi: 55
- Nike (conceptmerk): 1
- Nissan: 108
- Opel: 7
- Opera Performance (tuningmerk): 2
- Pagani Zonda: 4
- Panoz (racemerk): 1
- Pescarolo (racemerk): 2
- Peugeot: 12
- Plymouth: 2
- Polyphony Digital: 1

- Pontiac: 5
- Proto Motors (conceptmerk): 1
- RE Amemiya (racemerk): 1
- Renault: 9
- RUF: 5
- Saleen: 1
- Seat: 1
- Shelby: 3
- Spoon (tuningmerk): 5
- Spyker: 1
- Subaru: 30
- Suzuki: 9
- Tommy kaira: 2
- Tom (tuningmerk): 1
- Toyota: 61
- Trail (tuningmerk): 1
- Triumph: 1
- TVR: 7
- Vauxhall: 7
- Volkswagen: 16
- Volvo: 2

## Trivia
- De fabrikant Vemac was oorspronkelijk gepland om in het spel te spelen.
- Het spel had vroeger een cockpitzicht, maar het werd geschrapt. Het is echter nog steeds beschikbaar met Gameshark.
- Dit is de laatste game van de Gran Turismo-serie waarin de speler speciale gekleurde varianten van sommige auto's in de game kan krijgen. Dit komt door de mogelijkheid om de auto te lakken, geïntroduceerd in Gran Turismo 5.
- De Nissan Gran Turismo Skyline GT-R PaceCar wordt genoemd als een internetmeme door fans, omdat het de spelers erg moeilijk maakte met de licentie IA-15. Het doel is dat de speler zich moest aanpassen met het zelfde tempo van de Nissan met de auto die door het spel is geselecteerd.